# 南陽公主 (劉宋)
南陽公主（?—?），中国南北朝刘宋公主，父亲宋文帝第十五女。
武康公主在嫁給了徐湛之的儿子徐恒之。徐湛之是宋武帝刘裕的外孙，徐恒之的祖母劉興弟是南陽公主的姑姑。徐湛之在刘劭弑杀宋文帝时遇害，徐恒之的两个哥哥徐聿之、徐谦之也被杀死。后来，徐恒之袭封枝江县侯，早卒无子，徐聿之的儿子徐孝嗣袭爵，徐孝嗣娶宋孝武帝的女儿刘修明（南陽公主的侄女）。